# Des Königs bester Mann
Des Königs bester Mann (Originaltitel: La Tour, prends garde !) ist ein französischer Mantel-und-Degen-Film von Georges Lampin aus dem Jahre 1958. In den Hauptrollen spielen Jean Marais, Eleonora Rossi Drago, Nadja Tiller und Cathia Caro.

## Inhalt
Bayern führt 1742 mit Hilfe des französischen Königs Ludwig XV. Krieg gegen Österreich. Mit einer Komödiantentruppe tingelt der Hallodri La Tour durch die Heerlager. Seine Spottlieder verärgern den Herzog Saint Sever. Bevor es zum Duell zwischen ihnen kommt, wird der Herzog ermordet. Sterbend bittet er La Tour, sich um seine uneheliche Tochter Antoinette, genannt Toinon, zu kümmern.

## Produktion und Hintergrund
In der Nebenrolle des Pierrot gab der damals noch unbekannte Jean-Pierre Léaud sein Filmdebüt – kurz vor seiner Hauptrolle als Antoine Doinel in François Truffauts Sie küssten und sie schlugen ihn.

## Rezeption
Der Filmdienst beschreibt den Film als „aufwendiges Historiengemälde“ und „spannendes Abenteuerpanorama“.